# Companhia Carris Porto-Alegrense
La Companhia Carris Porto-Alegrense (conocida como Carris') es una de las empresas operadoras de transporte público de la ciudad de Porto Alegre, Brasil. Incluye también los consorcios Viva Sul, Mob, Via Leste y Consórcio Mais. Su flota está compuesta por 347 autobuses y da servicio a la mayor parte de la ciudad con cerca de 30 líneas.
Fundada en 1872, en 1953 se convirtió en empresa pública, una sociedad de capital mixto con el control accionario por parte de la Municipalidad de Porto Alegre, que tenía el 99,9% de las acciones. Carris fue considerada por la Asociación Nacional de Transporte Público como la mejor empresa de autobuses urbanos de Brasil en 1999 y 2001. En 2021 su privatización fue aprobada por la Cámara Municipal entre muchas protestas,y, el 2 de octubre de 2023, fue subastada a la Empresa de Transporte Coletivo Viamão, de Viamão. 
En 2023, representó el 22,4% del sistema de transporte público de Porto Alegre.